# ᵜ
Cette page contient des caractères spéciaux ou non latins. S’ils s’affichent mal (▯, ?, etc.), consultez la page d’aide Unicode.
Ne doit pas être confondu avec ᵸ.
ᵜ, appelé ʿayn en exposant, ʿayn supérieur ou lettre modificative majuscule ʿayn, est un symbole phonétique utilisé dans l’alphabet phonétique ouralique, notamment dans les travaux d’Eliel Lagercrantz (fi). Il est formé de la lettre minuscule ʿayn ‹ ᴥ › mise en exposant.

## Utilisation
François Mesgnien a utilisé la lettre ʿayn avec la forme du ʿayn en exposant ‹ ᵜ › dans le dictionnaire turc-arabe-persan Thesaurus linguarum orientalium publié en 1680. 

## Représentations informatiques
La lettre modificative majuscule h peut être représentée avec les caractères Unicode suivants (Latin étendu – supplément phonétique) :
| formes       | représentations | chaînes de caractères | points de code | descriptions                       |
| ------------ | --------------- | --------------------- | -------------- | ---------------------------------- |
| modificative | ᵜ               | ᴥ                     | U+1D25         | lettre modificative majuscule ʿaïn |